# Nolé Marin

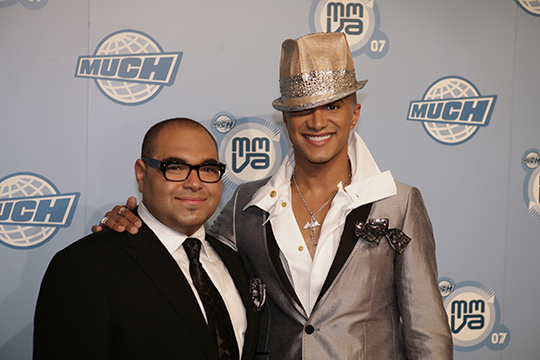
Nolé Marin (left) with Jay Manuel (right)

Nolé Marin là một biên tập viên của tạp chí thời trang ELLE (Mỹ), và là một nhân vật có tiếng trong giới thời trang cũng như truyền hình. Ông thường xuất hiện trong nhiều buổi chụp hình với vai trò nhà tạo mẫu tóc và lựa chọn trang phục cho người mẫu, và rồi đảm nhận công tác biên tập bài viết.
Trong lĩnh vực truyền hình, ông nổi tiếng với loạt chương trình Top Model. Tại Mỹ, ông đã ký hợp đồng làm giám khảo cho America's Next Top Model trong hai mùa thi 3 & 4. Nhưng vì bất đồng quan điểm với đồng giám khảo Janice Dickinson, họ đã nảy sinh mâu thuẫn dẫn tới việc bị đuổi khỏi chương trình năm 2005. J. Alexander và Twiggy đã đảm nhận vai trò của họ bắt đầu từ mùa thi thứ 5. Gần đây, Nolé nhận được lời đề nghị làm giám khảo khách mời của mùa thi 12. Với Canada's Next Top Model, Nolé đảm nhận vai trò đạo diễn nghệ thuật nội dung các bức ảnh chụp, tương tự như Jay Manuel của America's Next Top Model.
Ông từng thừa nhận là người đồng tính.
Hiện Nolé Marin cũng là giám khảo của True Beauty, một chương trình truyền hình thực tế mới của Tyra Banks.